# Phaonia azygos
Phaonia azygos este o specie de muște din genul Phaonia, familia Muscidae, descrisă de Malloch în anul 1923.
Este endemică în New York. Conform Catalogue of Life specia Phaonia azygos nu are subspecii cunoscute.